# 赶子幽站
赶子幽站是位于湖北松滋市斯家场镇赶子幽村的一个铁路车站，邮政编码434211。车站建于1978年，有焦柳铁路经过该站，现仅办理货运业务，不办理客运业务。车站距离月山站782公里，隶属武汉铁路局，是五等站，本站及相邻上下行区间均为电气化区段。